# Petrovice (okres Blansko)
Petrovice jsou obec, která se nachází v okrese Blansko v Jihomoravském kraji. Žije zde 648 obyvatel.

## Historie
První písemná zmínka o obci pochází z roku 1374, kdy ves a tvrz v Petrovicích držel Mikuláš z Petrovic a po něm Vilém a Pavel z Petrovic. Další písemná zmínka pochází z roku 1378, kdy Unka z Majetína prodal Vilémovi a Elišce z Rohatce petrovické zboží se sousedním Vavřincem a Podolím. V roce 1398 koupil Petrovice Smil z Osového. V roce 1406 spálil tvrz vdově Bětce z Osového Vok IV. z Holštejna. Roku 1418 prodal Hynek z Osového Petrovice Alšovi z Kunštátu a Lysic. Od roku 1446 náležely Petrovice do rájeckého panství a jejich dějiny jsou také spjaty s nedalekým městečkem Rájcem.
Počátkem 17. století bylo v obci 16 domů, po třicetileté válce z nich bylo 5 pustých. Roku 1875 v obci žilo 284 obyvatel. V roce 1900 šlo o 83 domů a 594 obyvatel.

## Pamětihodnosti
- Kostel svatého Petra a Pavla, který nechal na starších základech znovu vystavět hrabě Karel Ludvík z Rogendorfu.
- Kaplička na návsi
- Boží muka
- Větrný mlýn z roku 1855
- Zaniklá tvrz

## Fotogalerie

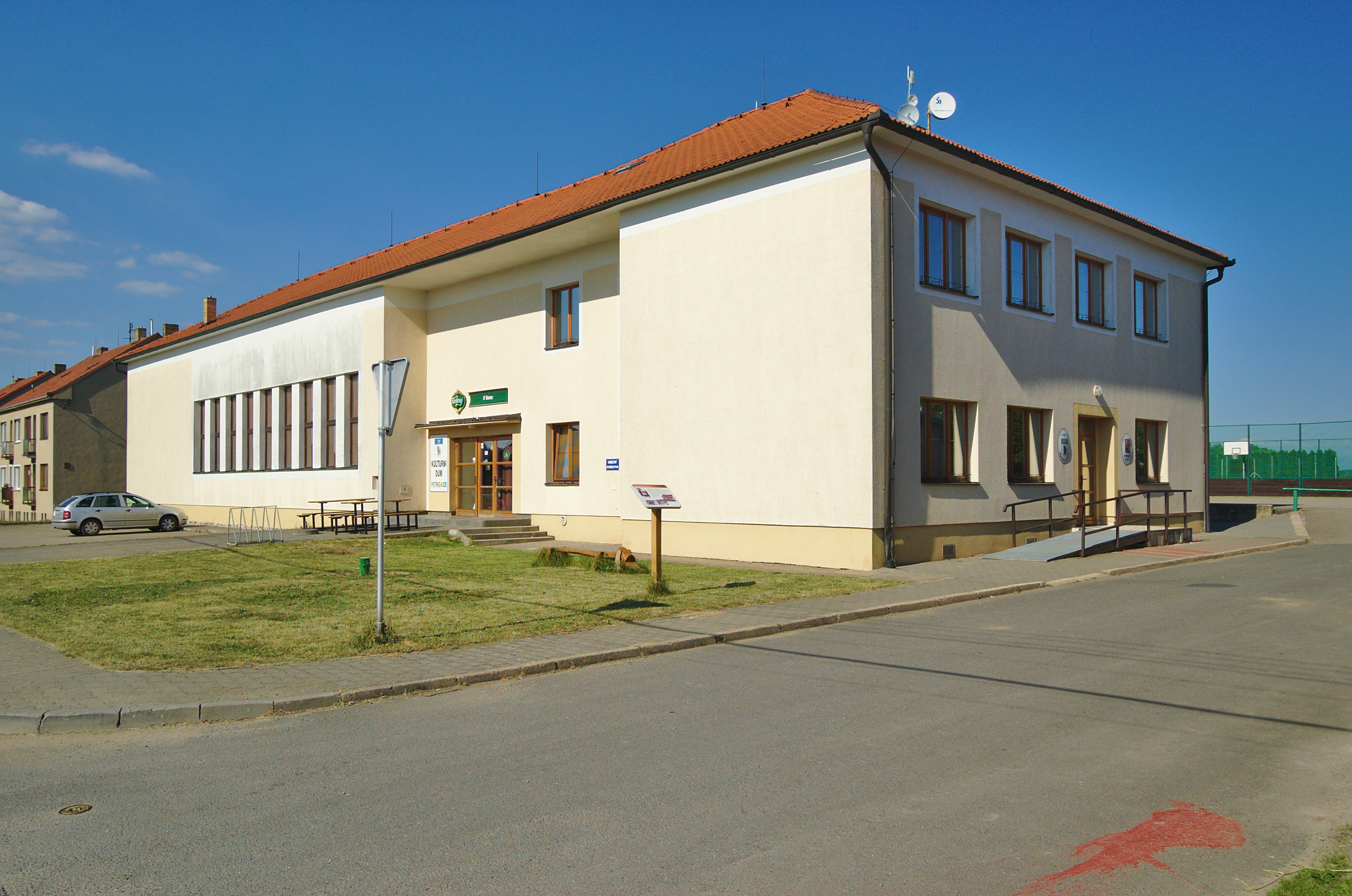
Obecní úřad a kulturní dům
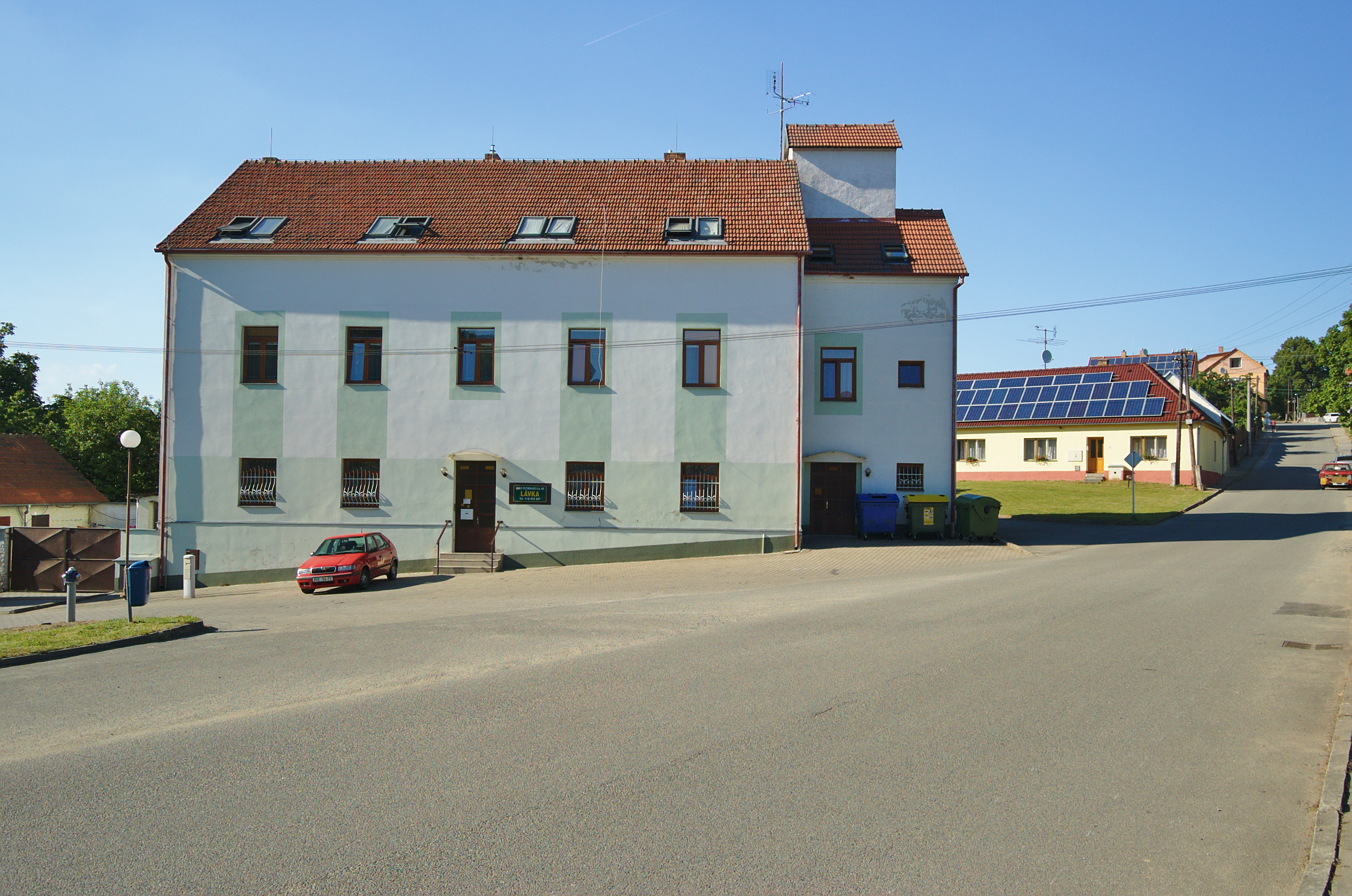
Azylový dům pro matky s dětmi na návsi
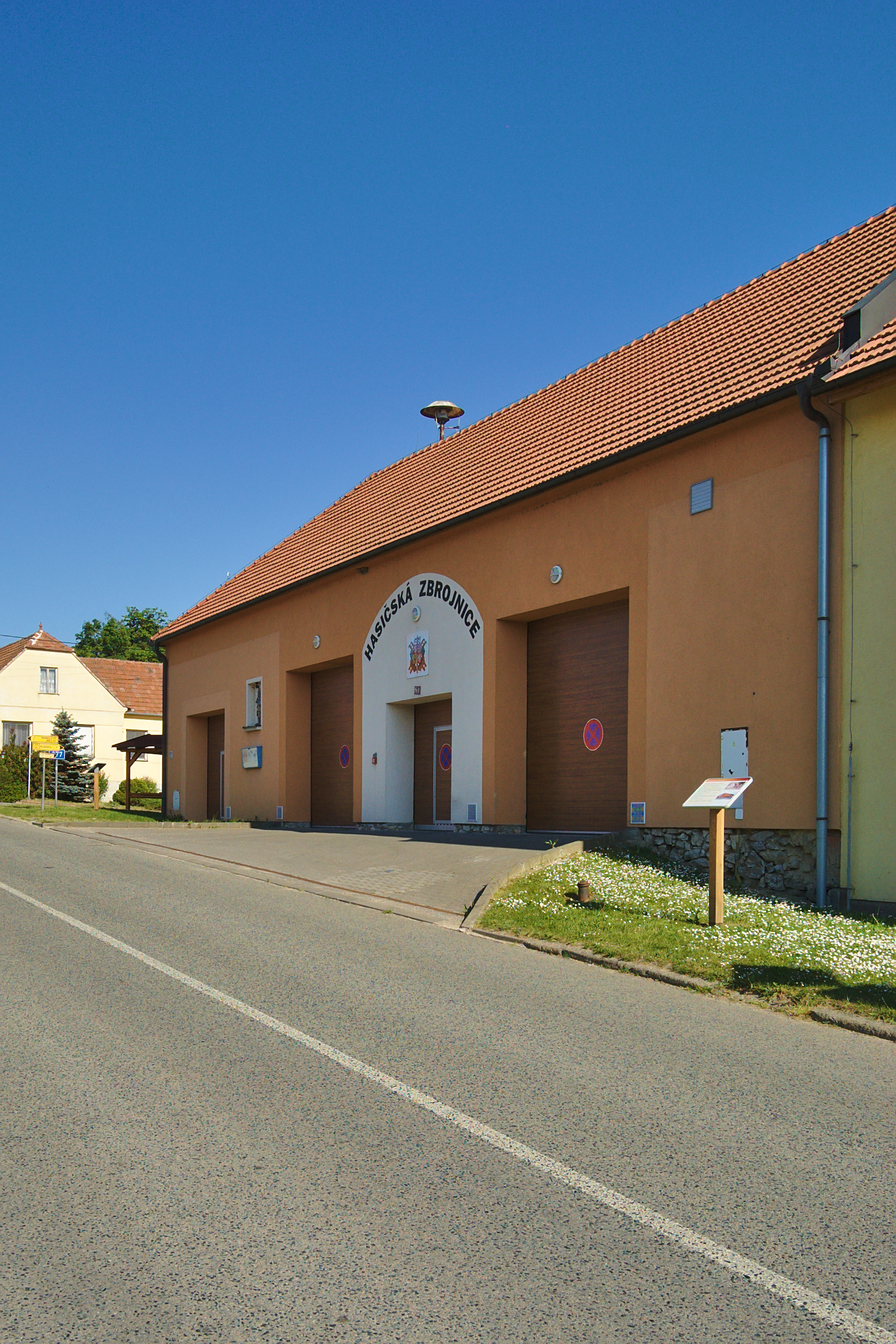
Hasičská zbrojnice
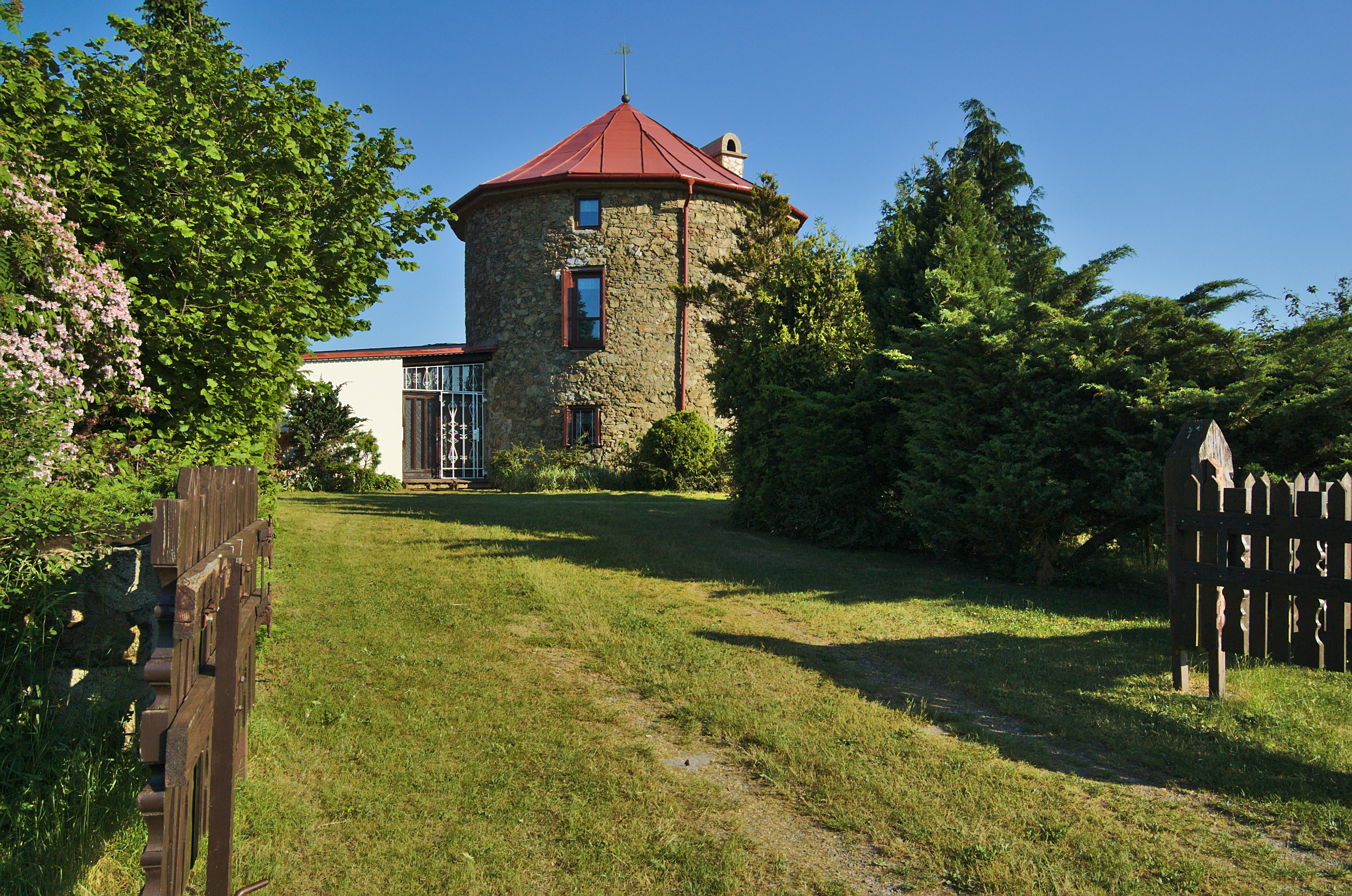
Větrný mlýn nad obcí
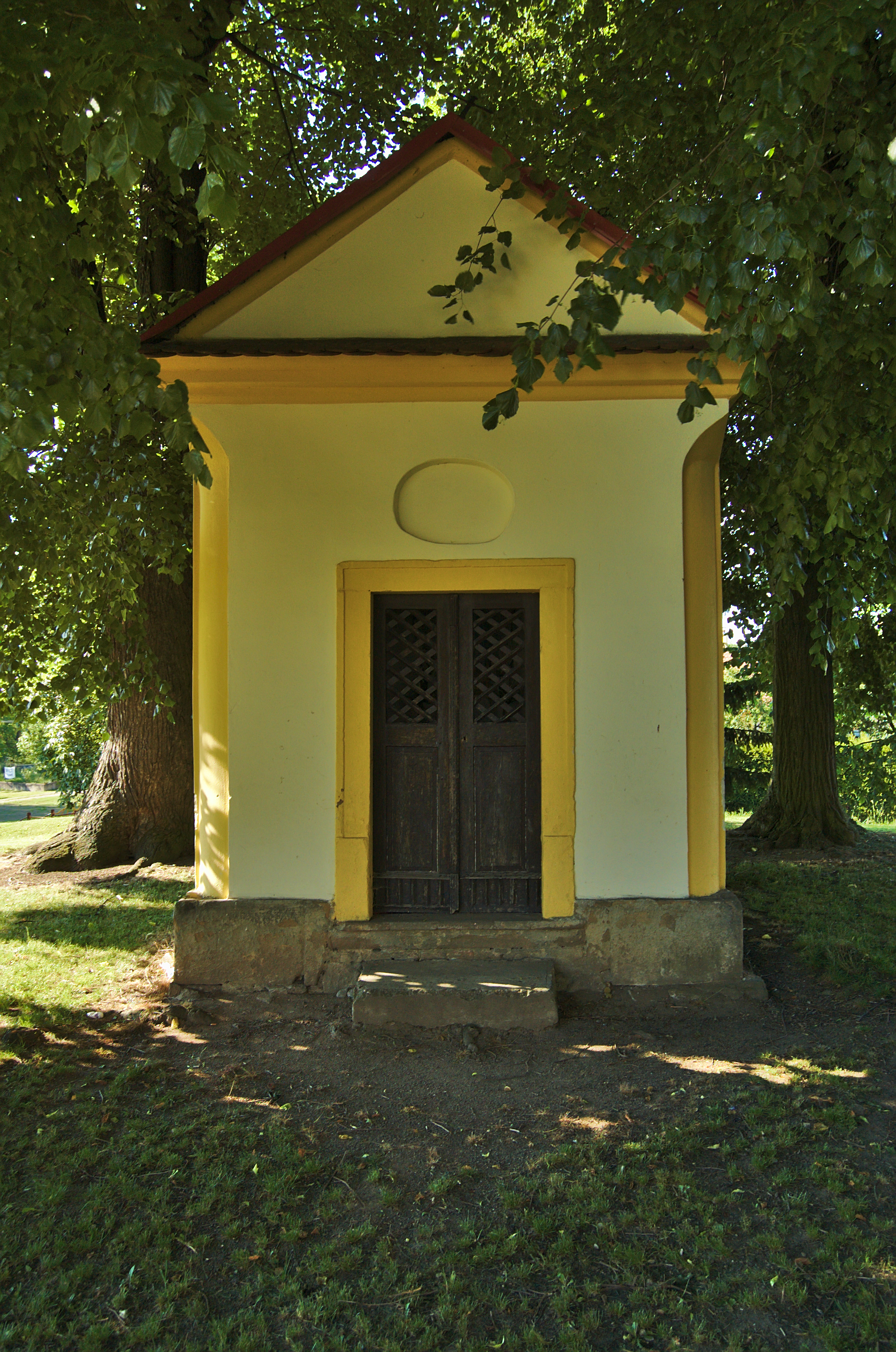
Kaplička na návsi
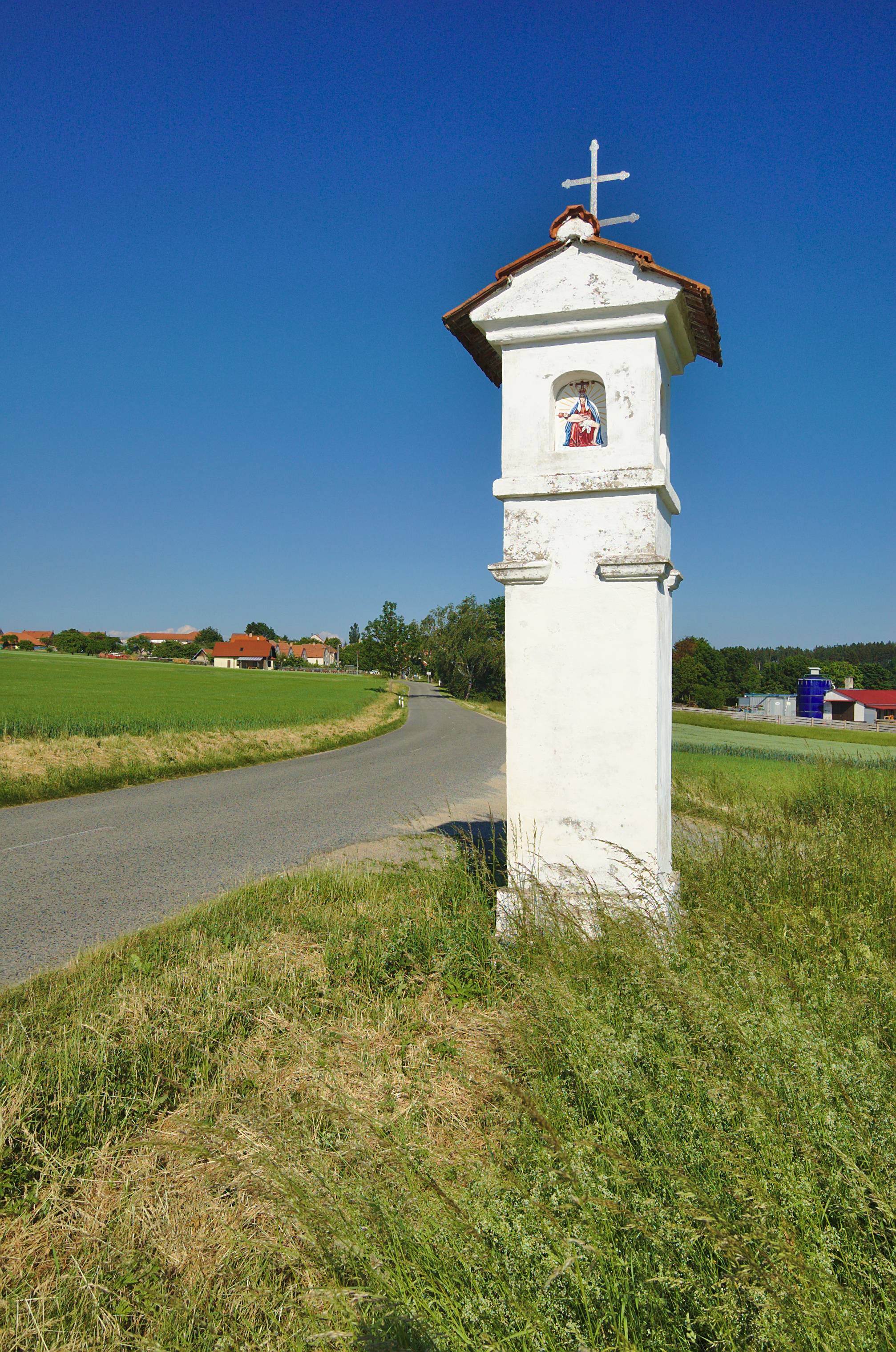
Boží muka u silnice západně od obce
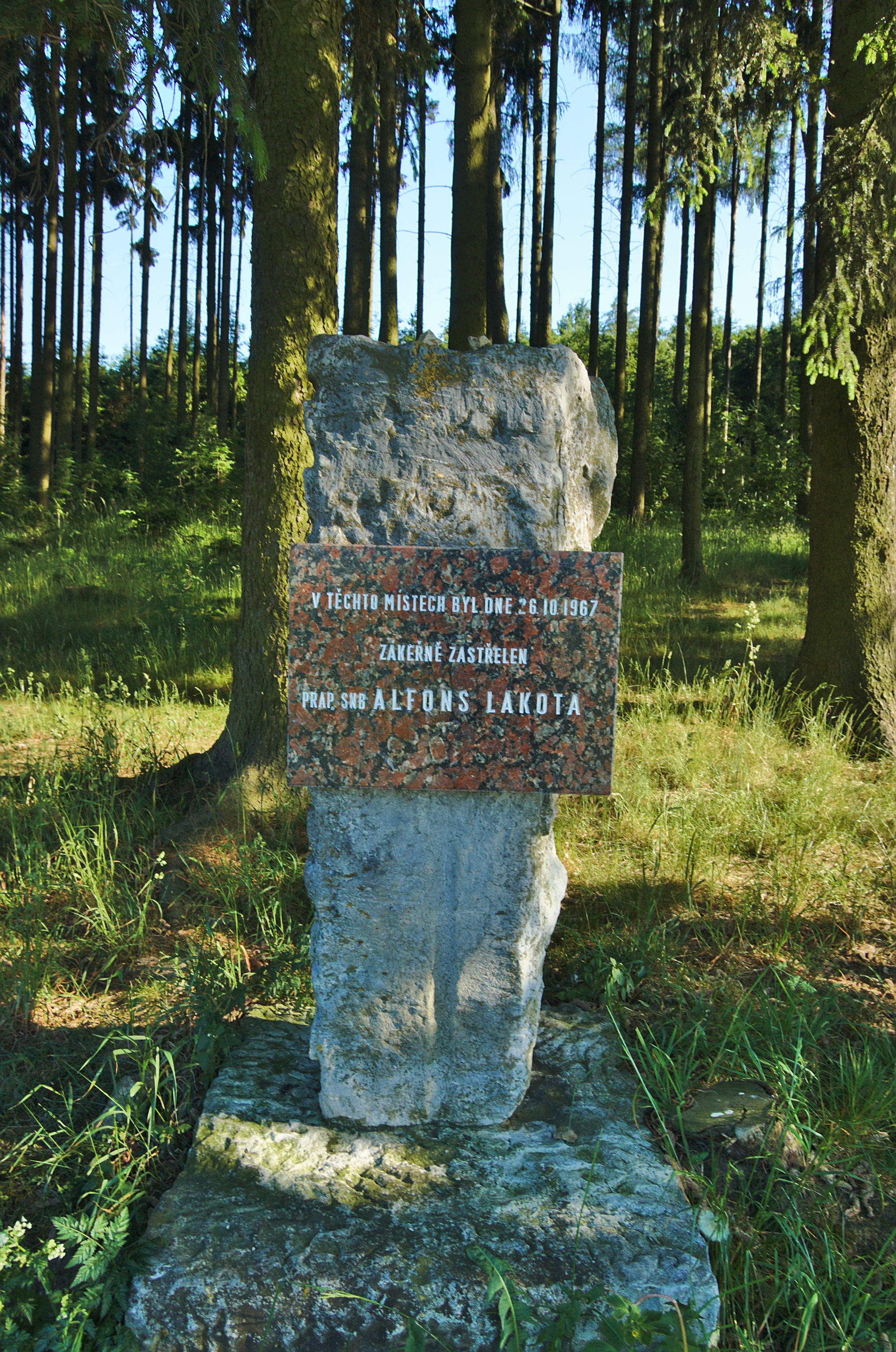
Památník Alfonsi Lakotovi